# Owen Hills
Die Owen Hills sind eine Reihe schroffer und vereister Hügel in der antarktischen Ross Dependency. In der Königin-Alexandra-Kette ragen sie auf der Westseite des Beardmore-Gletschers zwischen dem Socks- und dem Evans-Gletscher auf. 
Das Advisory Committee on Antarctic Names benannte sie 1966 nach George Hodges Owen (1913–1974), Bediensteter im US-Außenministerium speziell für Antarktika betreffende Angelegenheiten von 1959 bis 1962.